# Ansager Sogn
Ansager Sogn ist eine Kirchspielsgemeinde (dän.: Sogn) im südlichen Dänemark. Bis 1970 gehörte sie zur Harde Øster Horne Herred im damaligen Ribe Amt, danach zur Ølgod Kommune im erweiterten Ribe Amt, die im Zuge der  Kommunalreform zum 1. Januar 2007 in der „neuen“  Varde Kommune in der Region Syddanmark aufgegangen ist.

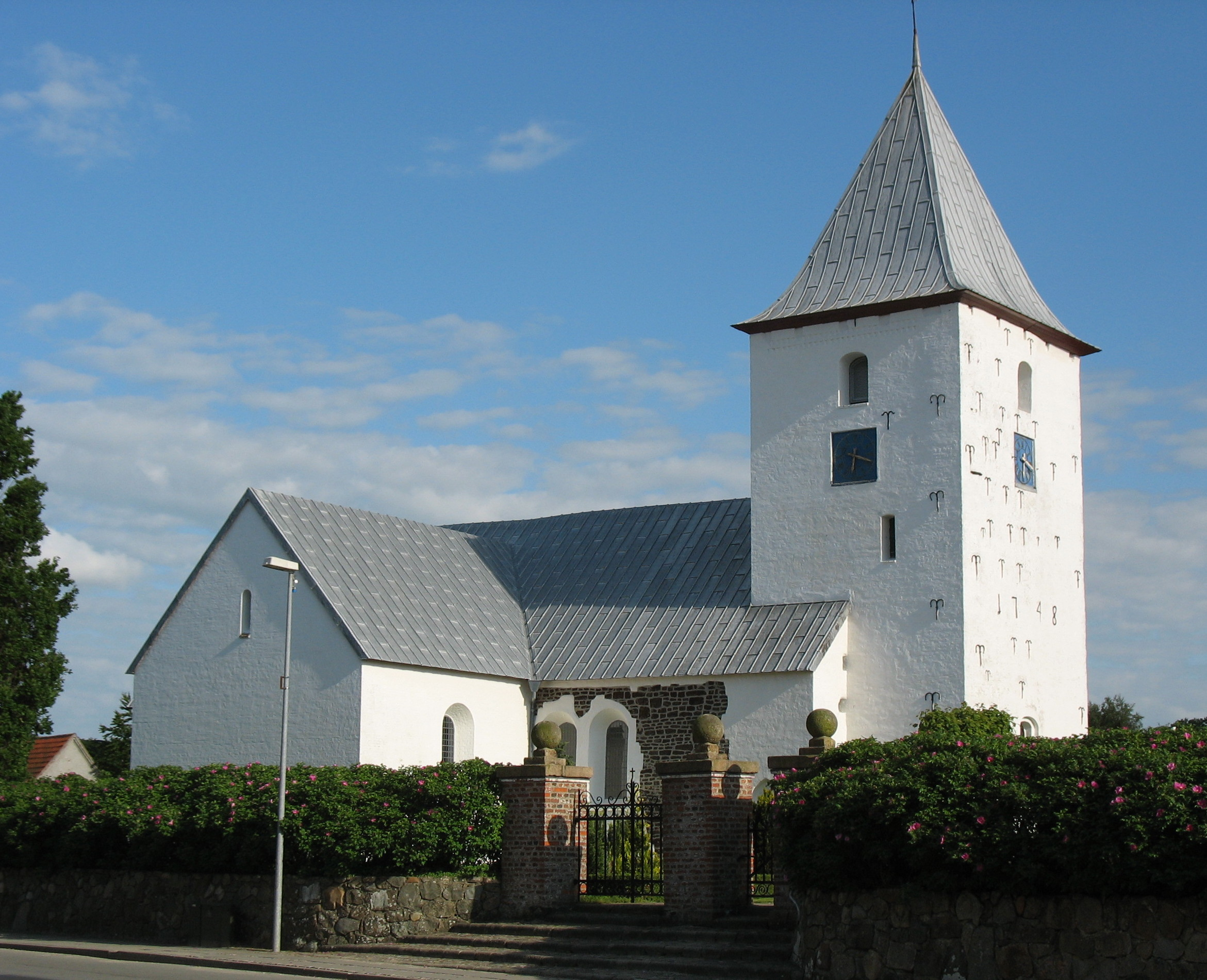
Ansager Kirke

Im Kirchspiel leben 1744 Einwohner (Stand:1. Januar 2023). Im Kirchspiel liegt die Kirche „Ansager Kirke“.
Nachbargemeinden sind im Südosten Vester Starup Sogn, im Südwesten Øse Sogn im Westen Hodde Sogn und im Nordwesten Skovlund Sogn, ferner in der benachbarten Billund Kommune im Nordosten Grindsted Sogn und im Osten Stenderup Sogn.